# Tavole rudolfine

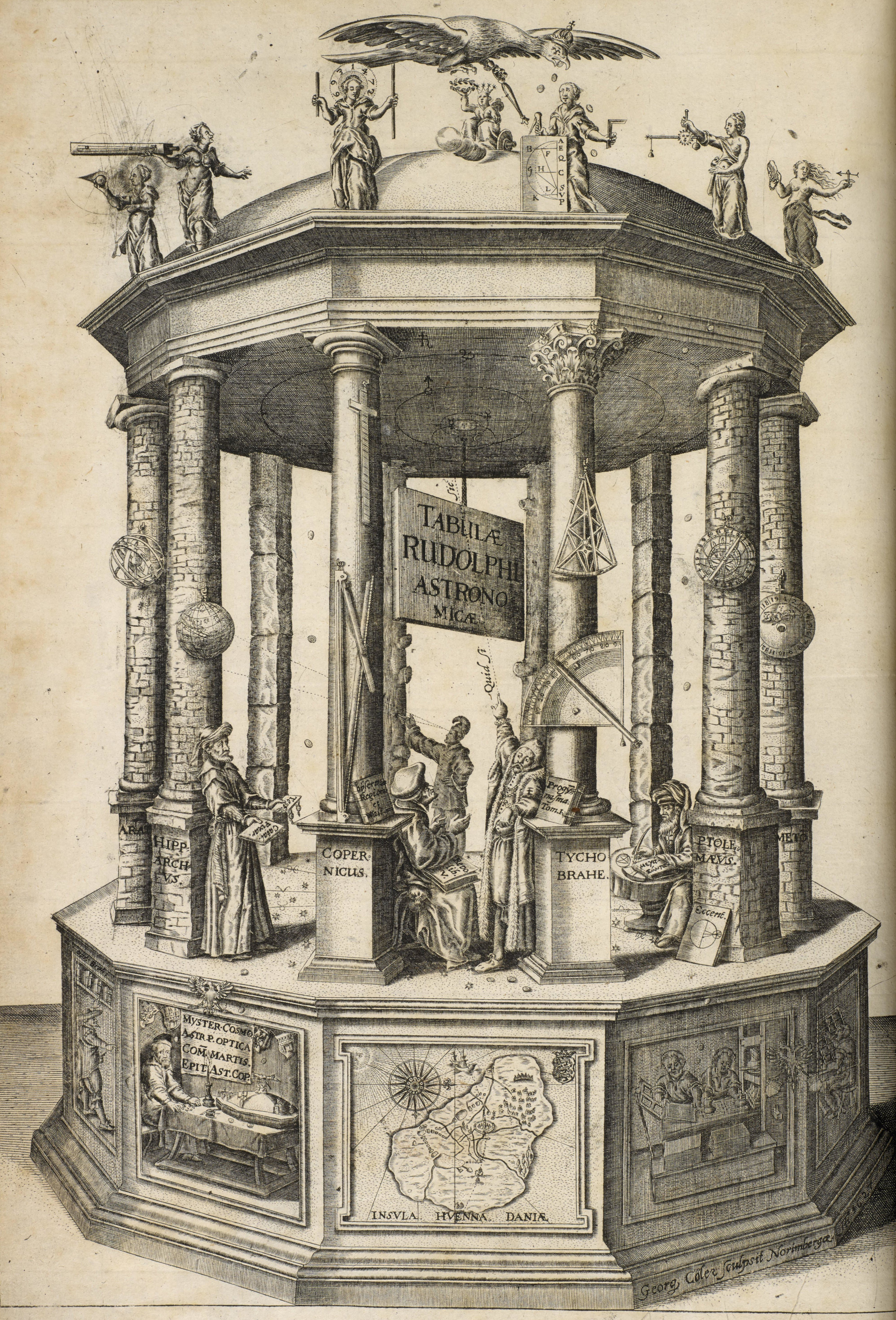
L'antiporta delle Tavole rudolfine celebra i grandi astronomi del passato: Ipparco, Tolomeo, Copernico, e soprattutto, Tycho Brahe (sotto la sua figura, una mappa sul pannello centrale del basamento raffigura l'isola di Ven, sede dell'osservatorio Uraniborg di Brahe).

Le tavole rudolfine (Latino: Tabulae Rudolphinae) sono l'insieme costituito da un catalogo astronomico e da diverse tavole planetarie pubblicati da Giovanni Keplero nel 1627. Così chiamate in onore dell'Imperatore Rodolfo II, il loro scopo principale era di permettere il calcolo delle posizioni dei pianeti del sistema solare allora noti, ed erano considerevolmente più precise delle analoghe tavole precedenti.

## Tavole precedenti
Da secoli venivano compilate delle tavole astronomiche, usate per stabilire le posizioni dei pianeti rispetto alle stelle fisse (in particolare rispetto alle dodici costellazioni utilizzate in astrologia) in una data specifica al fine di formulare oroscopi. Fino alla fine del XVI secolo, le più usate erano le Tavole alfonsine, risalenti al XII secolo e da allora regolarmente aggiornate. Esse erano basate su un modello tolemaico, geocentrico del sistema solare. Anche se le Tavole alfonsine non erano molto accurate, continuavano ad essere usate perché non ne esistevano altre.
Nel 1551, dopo la pubblicazione del De revolutionibus orbium coelestium di Niccolò Copernico, Erasmus Reinhold compilò le Tavole pruteniche, basate su un modello eliocentrico del sistema solare, che tuttavia non erano più accurate delle precedenti.

## Osservazioni e preparazione
Le osservazioni alla base delle tavole rudolfine erano state eseguite da Tycho Brahe e dai suoi collaboratori. Le misure di Brahe erano molto più accurate delle precedenti. Brahe lavorò con strumenti sofisticati per determinare le posizioni precise dei pianeti e delle stelle, ma non aveva un telescopio (che non era ancora stato inventato).
Brahe aveva il sostegno dal re di Danimarca Federico II e aveva costruito un osservatorio sull'isola di Ven nel 1576–1596. Alla morte del re Brahe si spostò a Praga e divenne l'astronomo ufficiale dell'imperatore Imperatore Rodolfo II. Fu raggiunto da Keplero nel 1600, e Rodolfo li incaricò di pubblicare le tavole. Brahe preferiva un modello geo-eliocentrico del sistema solare, in cui il sole e la luna ruotano intorno alla Terra e i pianeti ruotano intorno al sole, Keplero sosteneva il modello  eliocentrico copernicano.
Alla morte di Brahe nel 1601 Keplero divenne il matematico ufficiale imperiale. Studiando i dati di Brahe, scoprì le tre leggi del moto dei pianeti, che pubblicò nel 1609 e nel 1619. L'imperatore Rodolfo morì nel 1612 e Keplero lasciò Praga.

## Composizione e pubblicazione
Le tavole erano attese da molti anni, con richieste di pubblicazione provenienti fin dall'India dei Moghul e dai missionari gesuiti in Cina. A parte le difficoltà esterne, Keplero si tratteneva dall'intraprendere un'impresa tanto monumentale, che richiedeva infiniti e tediosi calcoli. A un corrispondente veneziano che gli chiedeva notizie delle tavole con impazienza, egli rispose: "Ti prego, amico mio, non condannarmi interamente a questa trafila di calcoli matematici, e lasciami il tempo per le speculazioni filosofiche che sono la mia sola delizia". Le tavole furono infine completate verso la fine del 1623.
Nai suoi tentativi di finanziare la stampa delle tavole, Keplero iniziò a richiedere gli arretrati dovutigli da Rodolfo. Dalla corte imperiale di Vienna fu mandato in tre altre città a cui il debito era stato trasferito. Dopo un anno di viaggi, alla fine riuscì a raccogliere 2000 fiorini dei 6299 che gli erano dovuti, che bastavano a pagare la carta. Keplero si assunse il costo della stampa. Questa doveva avvenire a Linz, dove viveva in quel momento, ma il caos portato dalla guerra dei trent'anni (prima la città fu occupata da una guarnigione, poi fu assediata dai contadini in rivolta, e il manoscritto rischiò di essere bruciato) lo spinse a partire. Ritentò l'impresa a Ulma; qui, dopo molte liti con lo stampatore Jonas Saur, la prima edizione di mille copie fu completata nel settembre 1627, in tempo per la fiera del libro di Francoforte.
Mentre si occupava della pubblicazione delle tavole, Keplero era impegnato a tenere a distanza i numerosi parenti di Tycho. Costoro tentarono ripetutamente di ottenere il controllo delle osservazioni e dei profitti della pubblicazione delle tavole.
Tycho intendeva dedicare le tavole all'imperatore Rodolfo II, ma nel 1627, quando avvenne la pubblicazione, Rodolfo era morto da 15 anni, e così le tavole furono dedicate all'imperatore Ferdinando II ma nel titolo fu mantenuto il nome di Rodolfo.

## Contenuto

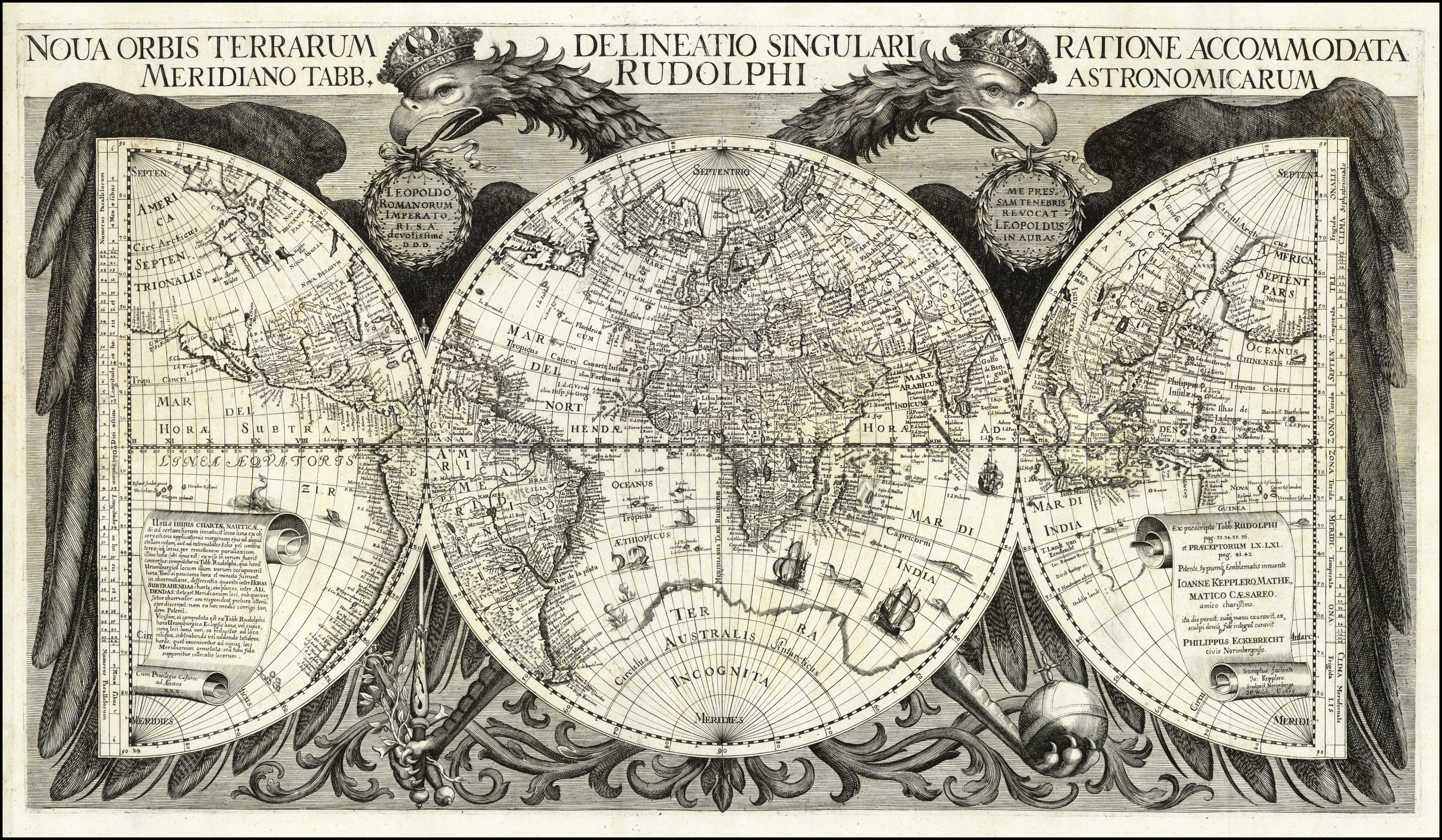
La mappa del mondo dalle Tavole rudolfine

Il libro, in lingua latina, contiene le tavole con le posizioni di 1005 stelle misurate da Tycho Brahe, e più di 400 stelle da Tolomeo e Johann Bayer, con indicazioni e tavole per localizzare la luna e i pianeti del sistema solare. Il testo contiene anche le tavole dei logaritmi (un utile strumento di calcolo che era stato descritto nel 1614 da John Napier) e degli antilogaritmi, ed esempi di calcolo delle posizioni planetarie.
Per la maggior parte delle stelle le tavole hanno un'accuratezza generalmente fino a un minuto d'arco, e furono le prime ad includere fattori correttivi per la rifrazione atmosferica.
Era compresa anche una mappa del mondo. Un cartiglio nel pannello inferiore sinistro riporta le istruzioni per l'uso della mappa e una misura della distanza lunare per calcolare la longitudine: spiega che osservando il bordo del disco lunare rispetto a una stella nota o a un'eclisse lunare, è possibile calcolare la longitudine del punto di osservazione calcolando l'ora locale e confrontandola con quella indicata nelle tavole. A questo scopo, Keplero aveva bisogno che la sua mappa fosse il più aggiornata possibile, ed è notevole per essere stata una delle prime a mostrare le scoperte olandesi della costa occidentale dell'Australia, della Eendrachtsland e della Terra di Dedels; sembra che queste informazioni furono tratte da Nova Totius Terrarum Orbis Geographica ac Hydrographica Tabula di Jodocus Hondius II, pubblicata ad Amsterdam nel 1625. Hondius aveva tratto le sue conoscenze geografiche dell'Australia dalla mappa inedita di Hessel Gerritz dell'Oceano Indiano (1622). Una scala temporale lungo l'equatore indica le ore da aggiungere o sottrarre per calcolare la longitudine (un'ora equivale a 15 gradi di longitudine).

## Utilizzo
Le tavole erano abbastanza accurate da permettere la previsione di un transito di Mercurio osservato da Pierre Gassendi nel 1631 e un transito di Venere osservato da Jeremiah Horrox nel 1639.
Johann Adam Schall von Bell, un missionario gesuita in Cina, si servì delle tavole per completare una riforma del calendario cinese nel 1635.